# Microtus mexicanus
Microtus mexicanus é uma espécie de roedor da família Cricetidae.
Pode ser encontrada nos seguintes países: México e Estados Unidos da América.